# Arquebisbat de Cartago

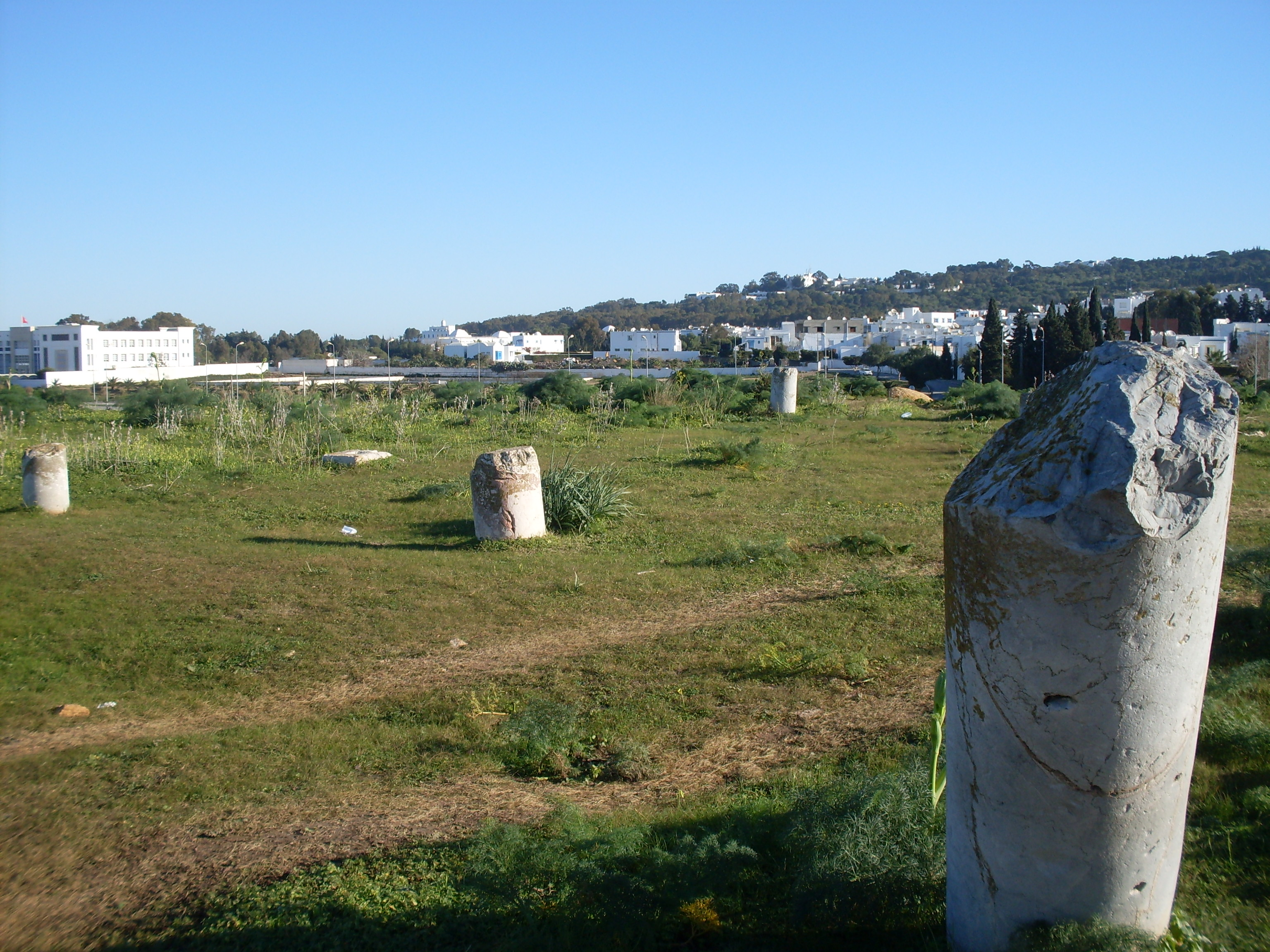
Restes de la basílica Majorum (també anomenada de Meildfa) a Cartago, on hi ha una inscripció dedicada a les santes Perpètua i Felicitat.

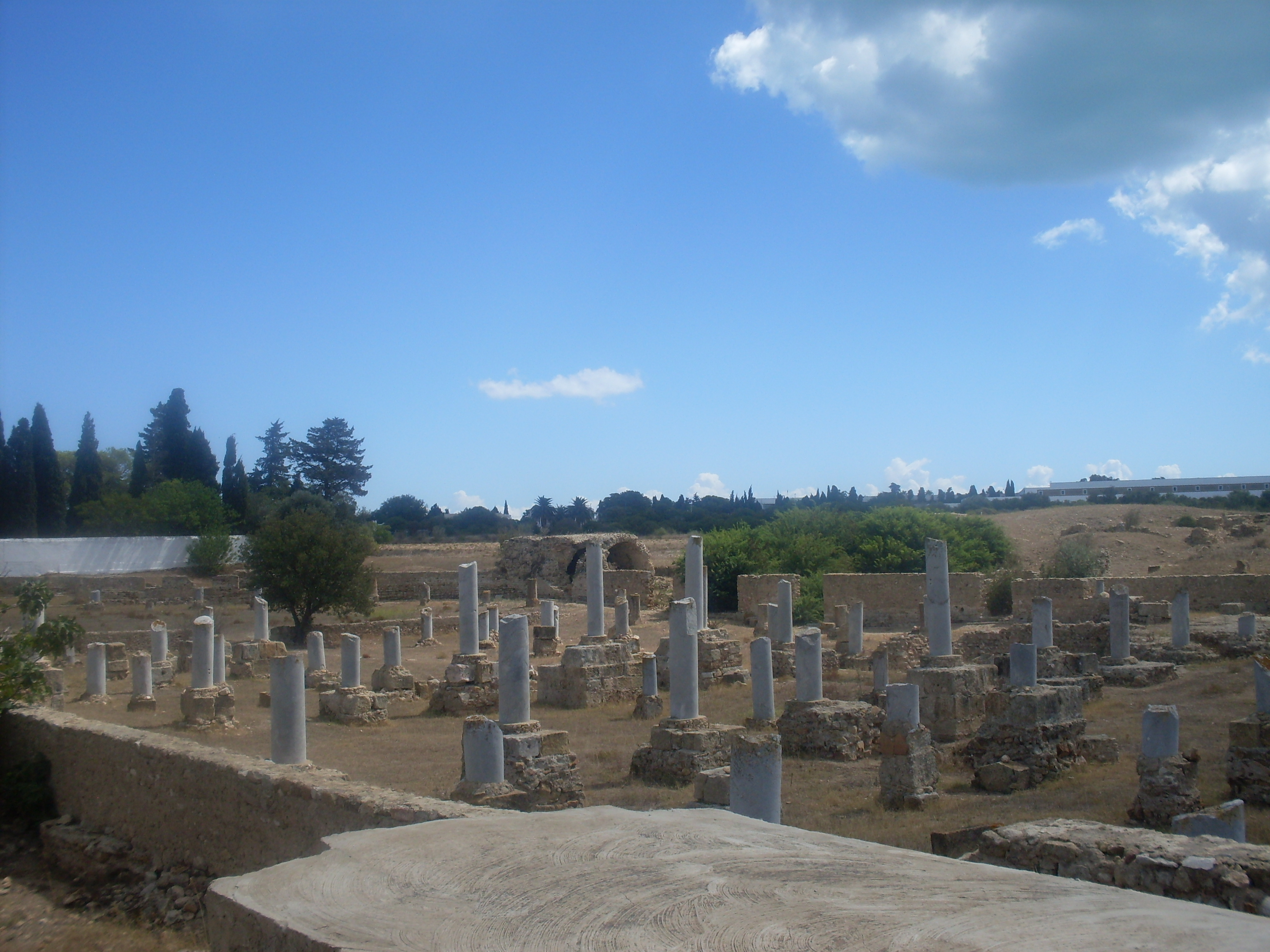
Restes de la basílica de Damous El Karita a nova navate, la més gran de Cartago, ornada de més de 100 columnes.

L'arquebisbat de Cartago (llatí: Archidioecesis Carthaginensis) és una seu de l'Església Catòlica a Tunísia, antigament seu residencial, però avui seu titular.
Ciutat restaurada a la seva importància per Juli Cèsar i Octavi August, en la qual el cristianisme estava fermament establert al segle ii, va ser la més important de tota l'Àfrica romana, i continuà com a seu titular després que caigués sota la conquesta musulmana, fins a l'inici del segon mil·lenni.

## Història

### Els primers bisbes
En les tradicions cristianes, alguns comptes donen com a primer bisbe de Cartago Crescens, ordenat per sant Pere o per Esperat, un dels Màrtirs Escil·litans. Epènet de Cartago es troba a les llistes dels setanta deixebles del Pseudo-Doroteu i del Pseudo-Hipòlit. El relat del martiri de santa Perpètua i els seus companys l'any 203 esmenta un Optat que generalment ha estat considerat bisbe de Cartago, però que potser va ser bisbe de Thuburbo Minus. El primer bisbe de Cartago històricament documentat és Agripí, de finals del segle ii. També històricament cert és Donat, l'antecessor immediat de Cebrià (249–258).

### Primacia
Al segle iii, a l'època de Cebrià, els bisbes de Cartago van exercir una primacia real encara que no formalitzada a l'Església Africana Primerenca, no només a la província romana de l'Àfrica Proconsular en el sentit més ampli (fins i tot quan es va dividir en tres províncies a través de l'establiment de Bizacena i Tripolitània), sinó també, en alguna forma supra-metropolitana sobre l'Església a Numídia i Mauritània. La primacia provincial es va associar amb el bisbe major de la província i no amb una visió particular i va tenir poca importància en comparació amb l'autoritat del bisbe de Cartago, que podia ser recorregut directament pel clergat de qualsevol província.

### Divisió
Cebrià es va enfrontar a l'oposició dins de la seva pròpia diòcesi sobre la qüestió del tracte adequat dels lapsi que s'havien allunyat de la fe cristiana sota la persecució. El donatisme es va convertir en un problema greu al segle iv i no se'n va lliurar ni tan sols a través del Concili de Cartago (411), que va posicionar-se a favor del costat catòlic.

### Els successors de Cebrià fins a la invasió vàndala
Els successors immediats de Cebrià van ser Llucià i Carpòfor, però hi ha un desacord sobre quin dels dos va ser el primer. Un bisbe Cir, esmentat en un treball perdut d'Agustí, és posat per alguns abans, per uns altres després de Cebrià. Hi ha una major certesa sobre els bisbes del segle IV: Mensuri, bisbe el 303, succeït el 311 per Cecilià, que estava al Primer Concili de Nicea i que va ser coetani del bisbe donatista Majorí (311-315). Ruf va participar en un concili anti-arrià celebrat a Roma l'any 337 o 340 sota el papa Juli I. Enfront seu es va trobar amb Donat el Gran, el veritable fundador del donatisme. Grat (344-?) va participar al concili de Sàrdica i va presidir el concili de Cartago (349). Va haver de fer front a l'oposició de Donat el Gran i, després del seu exili i mort, de Parmeni, a qui els donatistes van triar com a successor. Restitut va acceptar la fórmula arriana al concili de Rímini el 359 però més tard se'n va penedir. Genetli va presidir dos concilis a Cartago, el segon dels quals es va celebrar el 390. El següent bisbe va ser sant Aureli, que el 411 va presidir un altre concili a Cartago i encara estava viu el 426. El seu oponent donatista era Primià, que havia succeït a Parmeni vers el 391. Una disputa entre Primià i Maximià, parent de Donat, va donar lloc al cisma maximià dins del moviment donatista.

### Els bisbes sota els vàndals
Capreol va ser bisbe de Cartago quan els vàndals van conquistar la província. Incapaç, per aquest motiu, d'assistir al concili d'Efes en 431 com a cap bisbe d'Àfrica, va enviar-hi el seu diaca Basula o Bessula a representar-lo. Al voltant del 437, va ser succeït per Quodvultdeus, a qui Genseric va exiliar i que va morir a Nàpols. Va seguir una vacant de 15 anys, i no va ser fins al 454 que sant Deogratias fou ordenat bisbe de Cartago. Va morir a finals de 457 o principis de 458, i Cartago va romandre sense bisbe durant 24 anys més. Sant Eugeni va ser consagrat al voltant del 481 i exiliat, juntament amb altres bisbes catòlics, per Huneric el 484; va retornar el 487, però el 491 va ser obligar a fugir a Albi, a la Gàl·lia, on va morir. Quan la persecució vàndala va acabar en 523, Bonifaci es va convertir en bisbe de Cartago i va celebrar un concili l'any 525.

### La prefectura del pretori d'Àfrica
L'Imperi Romà d'Orient va establir la prefectura del pretori d'Àfrica després de la reconquesta del nord-oest d'Àfrica durant la guerra vandàlica (533-534). Bonifaci va ser succeït per Reparat, que es va mantenir ferm en la Qüestió dels Tres Capítols i en 551 es va exiliar al Pont, on va morir. Va ser reemplaçat per Prim, que va acceptar els desitjos de l'emperador sobre la controvèrsia. Va ser representat al Segon Concili de Constantinoble el 553 pel bisbe de Tunis. Publià va ser bisbe de Cartago des d'abans de 566 fins a 581. Domènec s'esmenta en les cartes del papa Gregori el Gran entre 592 i 601. Fortuny va viure a l'època del papa Teodor I (640) i va anar a Constantinoble en l'època del patriarca Pau II de Constantinoble (641 a 653). Víctor esdevingué bisbe de Cartago en 646.

### Darrers bisbes residents
A principis del segle viii i finals del IX, Cartago encara apareix a les llistes de diòcesis sobre les quals el patriarca d'Alexandria reclamava la jurisdicció.
Dues cartes del papa Lleó IX del 27 de desembre de 1053 mostren que la diòcesi de Cartago era encara una seu residencial. Els textos apareixen a la Patrologia Latina de Migne. Es van escriure en resposta a les consultes sobre un conflicte entre els bisbes de Cartago i Gummi sobre qui havia de ser considerat metropolità, amb el dret de convocar un sínode. En cada una de les dues cartes, el Papa lamenta que, mentre que en el passat Cartago havia celebrat un concili de l'església de 205 bisbes, el nombre de bisbes en tot el territori d'Àfrica es reduïa ara a cinc, i que, fins i tot entre els cinc, hi havia gelosia i contenció. No obstant això, va felicitar els bisbes als que va escriure per enviar la pregunta al bisbe de Roma, el consentiment del qual va ser necessari per a una decisió definitiva. La primera de les dues cartes (carta 83 de la col·lecció) està dirigida a Tomàs, bisbe d'Àfrica, que Mesnages dedueix haver estat el bisbe de Cartago.(p. 8) L'altra carta (Carta 84 de la col·lecció) està dirigida als bisbes Pere i Joan, les seus dels quals no s'esmenten, i que el Papa felicita per haver recolzat els drets de la seu de Cartago.
En cadascuna de les dues cartes, el papa Lleó declara que, després del bisbe de Roma, el primer arquebisbe i cap metropolità de tota Àfrica és el bisbe de Cartago, mentre que el bisbe de Gummi, independentment de la seva dignitat o poder, actuarà, excepte pel que fa a la seva pròpia diòcesi, com els altres bisbes africans, per consulta amb l'arquebisbe de Cartago. En la carta dirigida a Pere i Joan, el papa Lleó afegeix a la seva declaració de la posició del bisbe de Cartago l'eloqüent declaració: «...ni pot, per benefici de qualsevol bisbe a tot Àfrica, perdre el privilegi rebut una vegada per a tothom des del sant romà i apostòlic, però el mantindrà fins al final del món, sempre que el nom de nostre Senyor Jesucrist sigui invocat allà, si Cartago es troba desolat o si alguna vegada s'aixeca gloriosa de nou.» Quan al segle xix la seu de Cartago es va restablir durant un temps, el cardenal Charles-Martial-Allemand Lavigerie tenia aquestes paraules inscrites en lletres d'or sota la cúpula de la seva gran catedral.
Més tard, un arquebisbe de Cartago anomenat Quirze va ser empresonat pels governants àrabs a causa de l'acusació d'uns cristians. El papa Gregori VII li va escriure una carta de consol, repetint les garanties esperançadores de la primacia de l'Església de Cartago, «si l'Església de Cartago encara hauria de quedar desolat o ressuscitar en la glòria». El 1076, Quirze va ser posat en llibertat, però només hi havia un altre bisbe a la província. Aquests són els darrers bisbes esmentats en aquest període de la història de la seu.

### La restauració
El 1684, el papa Urbà VIII va establir una prefectura apostòlica a Tunísia per a la Tunísia otomana, que el papa Gregori XVI va elevar al rang de vicariat apostòlic en 1843.
El 1881, Tunísia es va convertir en un protectorat francès, i el mateix any, Charles Lavigerie, que era arquebisbe d'Alger, esdevingué administrador apostòlic del Vicariat de Tunis. L'any següent, Lavigerie es va convertir en cardenal. Es va veure com «el revival de l'antiga Església cristiana d'Àfrica, l'Església de Cebrià de Cartago» i, el 10 de novembre de 1884, va tenir èxit en la seva gran ambició de restaurar la seu metropolitana de Cartago com el seu primer arquebisbe. En consonància amb la declaració del papa Lleó IX el 1053, el papa Lleó XIII va reconèixer la nova l'arxidiòcesi de Cartago com a Seu Primada d'Àfrica i Lavigerie com a primat. L'afirmació d'Auguste Boudinhon que el reconeixement es va fer el 1893, un any després de la mort de Lavigerie, si no és que es confon, és una referència a un reconeixement renovat. Des de llavors i fins a 1964, l'Annuario Pontificio va presentar la seu de Cartago com a «fundada al segle iii, metropolitana de Proconsular o Zeugitana, restaurada com a arquebisbat el 10 de novembre de 1884.»

### La Tunísia moderna
El juliol de 1964, la pressió del govern de Habib Bourguiba, president de la República de Tunísia, que estava en condicions de tancar totes les esglésies catòliques del país, va obligar a la Santa Seu a complir un acord bilateral de modus vivendi que regulava els seus drets legals d'acord la Constitució de Tunísia de 1959. El modus vivendi va donar a l'Església catòlica a Tunísia una personalitat jurídica i va declarar que estava representada legalment pel prelat nullius de Tunis.(p917) La Santa Seu escollia el prelat nullius, però el govern podria oposar-se contra el candidat abans del nomenament.(p920) L'acord prohibia a l'Església catòlica qualsevol activitat política a Tunísia.(p918) Aquest acord particular es descrivia extraoficialment com modus non moriendi («una forma de no morir»). Per això es van lliurar a l'estat menys de cinc de les més de setanta esglésies del país, inclosa la que havia estat la catedral de l'arxidiòcesi, mentre que l'Estat, per la seva banda, va prometre que els edificis es posarien només per a ús públic d'interès, consonant amb la seva funció anterior.
El papa Pau VI va suprimir l'arxidiòcesi de Cartago i va erigir la prelatura nullius de Tunis, en la seva constitució apostòlica Prudens Ecclesiae, de 1964, per conformar-se a l'acord bilateral. L'arxidiòcesi de Cartago va revertir a l'estatus de seu titular. El 4 de juliol de 1967 fou designat el primer arquebisbe de la seu titular, Agostino Casaroli. L'Annuario Pontificio d'aquesta època va descriure la seu arxiepiscopal titular de Cartago com «fundada al segle iii, metropolitana de Proconsularis o Zeugitana, restaurada com a arquebisbal el 10 de novembre de 1884, arquebisbat titular el 9 de juliol de 1964.» La història de la prelatura territorial indica «fundada el 9 de juliol de 1964, prèviament un arquebisbat sota el nom de Cartago fundat el 10 de novembre de 1884.»
La prelatura va ser elevada a diòcesi exempta, immediatament subjecta a la Santa Seu, el 1995. El 2010 va ser elevada a arxidiòcesi exempta. El resum de la història de l'arxidiòcesi residencial de Tunísia, que ara es publica a l'Annuario Pontificio, és: «arquebisbat sota el nom de Cartago el 10 de novembre de 1884, prelatura de Tunis el 9 de juliol de 1964, diòcesi el 31 de maig de 1995, arxidiòcesi el 22 de maig de 2010.» L'antiga seu de Cartago, d'altra banda, ja no és un bisbat residencial, és catalogada per l'Església Catòlica com a titular en una mateixa publicació diferent de la moderna seu de Tunis. Com a resum de la història de la seu titular de Cartago, afirma: «fundada al segle iii, metropolitana de Proconsularis o Zeugitana, restaurada com a observació arquebisbal el 10 de novembre de 1884, metropolitana titular el 9 de juliol de 1964.»

## Cronologia episcopal
- Agripí † (finals de segle ii - inicis de segle iii)[37]
- Optat † (citat el 203)[38]
- Donat I † (? - 248 mort)[39]

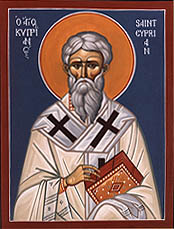
Sant Cebrià de Cartago

- Sant Cebrià † (248 - 14 de setembre de 258 mort)
  - Màxim † (251 - ?) (bisbe novacià)[40]
  - Fortunat † (252 - ?) (antibisbe)[41]
- Llucià † (segona meitat del segle iii)
- Carpòfor † (segona meitat del segle iii)[42]
- Cir † (segona meitat del segle iii)[43]
- Mensuri † (abans de 303 - vers 311 mort)[44]
- Cecilià † (311 - després de 325)[45]
  - Majorí † (312 - vers 313 mort) (bisbe donatista)[46]
  - Donat II † (vers 313 - vers 350/355 mort) (bisbe donatista)[47]
- Ruf ? † (citat el 337/340)[48]
- Grat † (abans de 343 - després de 348/349)[49]
  - Parmenià † (vers 350/355 - vers 391 mort) (bisbe donatista)
- Sant Restitut † (citat el 359)[50]
- Genetli † (abans de 390 - 7 de maig de 391 o 392 mort)
- Sant Aureli † (391 o 392 - després de 426)
  - Primià † (vers 391 - ?) (bisbe donatista)
  - Maximià † (finals de 392 - ?) (bisbe donatista dissident)
- Capreol † (abans de 431 - vers 435 mort)[51]
- Sant Quodvultdeus † (vers 437 - vers 454 mort)[52]
- Sant Deogratias † (25 d'octubre de 454[53] - finals de 457 o inicis de 458 mort)
  - Sede vacante
- Sant Eugeni † (481[54] - 505 mort)
  - Sede vacante
- Bonifaci † (523 - vers 535 mort)
- Reparat † (535 - 552 deposat)[55]
- Primós o Primasi † (552 - vers 565 mort)
- Publià † (vers 565 - després de 581)
- Domènec † (abans de juliol de 592 - després de 601)[56]
- Fortuny † (anys trenta o quaranta del segle vii)
- Víctor † (16 de juliol de 646 - ?)
- Esteve †[57]
- Tomàs † (citat el 1054)
- Quirze † (citat el 1076)

## Cronologia d'arquebisbes titulars
- Bernardino de Monachelli, O.F.M. † (13 de maig de 1519 - ?)
- Diego Requeséns † (7 de setembre de 1637 - 7 d'octubre de 1647, nomenat arquebisbe, títol personal, de Mazara del Vallo)
- Scipione Costaguti † (6 de juliol de 1648 - ?)
- Lorenzo Trotti› † (11 d'octubre de 1666 - 12 de desembre de 1672, nomenat bisbe de Pavia)
- Jacques-Nicolas de Colbert † (29 d'abril de 1680 - 29 de gener de 1691, nomenat arquebisbe de Rouen)
- Cornelio Bentivoglio † (16 marzo 1712 - 15 d'abril de 1720, nomenat cardenal del títol de San Girolamo dei Croati)
- Pietro Battista de Garbagnate, O.F.M. † (15 de juny de 1720 - 11 d'abril de 1730, per mort)
- ‹Antonio Balsarini› † (26 d'agost de 1730 - 2 de gener de 1731, per mort)
- Francesco Girolamo Bona † (18 de juliol de 1731 - 1750, per mort)
- Johann Joseph von Trautson † (7 de desembre de 1750 - 12 d'abril de 1751, nomenat arquebisbe de Vienna)
- Cristoforo Migazzi † (20 de setembre de 1751 - 20 de setembre de 1756, nomenat arquebisbe, títol personal, de Vác)
- Giuseppe Locatelli † (28 de gener de 1760 - 25 de novembre de 1763, per mort)
- Matteo Gennaro Testa Piccolomini † (22 de desembre de 1766 - 6 d'abril de 1782, per mort)
- Ferdinando Maria Saluzzo † (13 de juliol de 1784 - 23 de febrer de 1801, nomenat cardenal del títol de Santa Maria del Popolo)
- Giovanni Devoti † (29 de maig de 1804 - 18 de setembre de 1820, per mort)
- Augustin-Louis de Montblanc † (27 de juny de 1821 - 26 de novembre de 1824, nomenat arquebisbe de Tours)
- Filippo de Angelis † (15 marzo 1830 - 15 de febrer de 1838, nomenat arquebisbe, títol personal, de Montefiascone)
- Michele Viale-Prelà † (12 de juliol de 1841 - 28 de setembre de 1855, nomenat arquebisbe de Bolonya)
- Salvatore (Pietro) Saba, O.F.M.Cap. † (25 de setembre de 1862 - 28 de maig de 1863, per mort)
- Lajos Haynald † (22 de setembre de 1864 - 17 de maig de 1867, nomenat arquebisbe de Kalocsa)
- Pietro Rota † (12 de maig de 1879 - 4 de novembre de 1884, nomenat arquebisbe titular de Tebe)
  - Seu residencial a Tunis (1884-1964)
- Agostino Casaroli † (4 de juliol de 1967 - 30 de juny de 1979, nomenat cardenal del títol de Santi XII Apostoli)

### Per l'arxidiòcesi
- Cartago a l'Enciclopèdia catòlica (anglès)
- François Decret, Carthage chrétienne, Bibliothèque CLIO(anglès)(francès)
- v. Cartagine, nell'Enciclopedia Italiana Treccani (1931)
- Anatole-Joseph Toulotte, Géographie de l'Afrique chrétienne. Proconsulaire, vol. I, Rennes-París 1892, pp. 73-100(francès)
- Stefano Antonio Morcelli, Africa christiana, Volume I, Brescia 1816, pp. 48–58(llatí)
- Joseph Mesnage, L'Afrique chrétienne, París 1912, pp. 1–19(francès)
- Auguste Audollent, Carthage romaine, París 1901, pp. 435–623 e 827-828(francès)
- Pius Bonifacius Gams, Series episcoporum Ecclesiae Catholicae, Leipzig 1931, p. 463(llatí)

### Per la seu titular
- La seu titular a la pàgina www.catholic-hierarchy.org (anglès)
- La sede titular a www.gcatholic.org (anglès)
- Konrad Eubel, Hierarchia Catholica Medii Aevi, vol. 3 Arxivat 2019-03-21 a Wayback Machine., p. 155; vol. 4 Arxivat 2018-10-04 a Wayback Machine., p. 136; vol. 5, pp. 144–145; vol. 6, pp. 149–150(llatí)